# Louisa Garrett Anderson
Louisa Garrett Anderson, Orden del Imperio Británico (28 de julio de 1873-15 de noviembre de 1943) fue una doctora en medicina y suffragette, miembro de la Unión Social y Política de las Mujeres (WSPU), una organización fundada en el Reino Unido en 1903 por Emmeline Pankhurst.
Fue hija de Elizabeth Garrett Anderson, reconocida pionera médica. Su tía, Millicent Fawcett fue una sufragista británica. Anderson fue jefe de cirugía del Cuerpo Hospital de Mujeres (WHC) y miembro de la Sociedad Real de Medicina.

## Biografía

### Primeros años
Fue una de las tres hijas de James George Skelton Anderson, de la Compañía de Navegación Peninsular y Oriental, y Elizabeth Garrett Anderson, la primera mujer inglesa calificada como doctora en medicina, y cofundadora de la Escuela de Medicina para Mujeres de Londres.
Asistió a la escuela St Leonards en St. Andrews, y a la Escuela de Medicina para Mujeres del hospital Royal Free, donde se desempeñó en medicina.

### Sufragista
En 1912, fue condenada a seis semanas de trabajos forzados, más tarde reducidos a cuatro semanas, por romper una ventana con un ladrillo. Escribió muchos artículos médicos y la biografía de su madre en 1939.

### Primera Guerra Mundial
En la Primera Guerra Mundial sirvió en Francia con el Cuerpo Hospital de Mujeres creada por ella y su amiga y colega, la también doctora Flora Murray. Juntas, establecieron dos hospitales militares para el ejército francés en París y Wimereux. Sus propósitos al principio fueron denegados por el ejército británico, pero a comienzos de 1915, el War Officeles ofreció unas instalaciones en el centro de Londres para establecer allí un hospital y continuar con su labor.